# Matane Airport
Matane Airport är en flygplats i Kanada.   Den ligger i regionen Bas-Saint-Laurent och provinsen Québec, i den östra delen av landet, 700 km nordost om huvudstaden Ottawa. Matane Airport ligger 26 meter över havet.
Terrängen runt Matane Airport är varierad. Havet är nära Matane Airport åt nordväst. Närmaste större samhälle är Matane, 5,9 km sydväst om Matane Airport.
Runt Matane Airport är det ganska glesbefolkat, med 34 invånare per kvadratkilometer.